# Köçekkömü, Yozgat
Köçekkömü là một xã thuộc thành phố Yozgat, tỉnh Yozgat, Thổ Nhĩ Kỳ. Dân số thời điểm năm 2010 là 54 người.